# Die wahre Geschichte der Gefangenschaft und Befreiung der Mrs. Mary Rowlandson

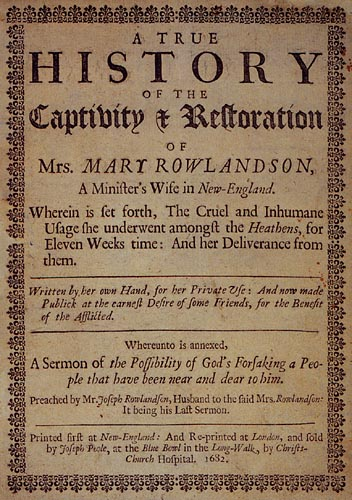
Die erste Ausgabe von A True History of the Captivity and Restoration of Mrs. Mary Rowlandson (1682)

Die wahre Geschichte der Gefangenschaft und Befreiung der Mrs. Mary Rowlandson (engl. A True History of the Captivity and Restoration of Mrs. Mary Rowlandson oder The Sovereignty and Goodness of God) ist ein im Jahr 1682 erstmals veröffentlichter Erfahrungsbericht von Mary Rowlandson, der unter die Literaturgattung „Captivity narrative“ fällt. Er ist in 20 „Removes“ unterteilt.

## Geschichtlicher Hintergrund
Von 1675 bis 1676 herrschte in Neuengland der sogenannte King Philip’s War. Zu dieser Auseinandersetzung kam es, da sich die weißen Siedler immer weiter in das Land der Indianer vorgedrängt hatten und dieses in ihren Besitz nahmen, obwohl sie dazu kein Recht hatten.
Zu dieser Zeit hätten beide Seiten eine Zukunft ohne die andere Bevölkerungsgruppe bevorzugt.
Bei der Inbesitznahme dieser Gebiete wurden ungefähr zehn Prozent der Kolonisten getötet und etwa 12.000 Gebäude zerstört.
Bedingt durch die Überlegenheit der Kolonisten durch den Besitz von Feuerwaffen gelang es ihnen die Indianer zu besiegen. Für diese endete dieser Krieg nicht nur mit einer Niederlage, sondern auch mit einem Verlust von einem Viertel ihrer Männer.

## Inhalt
Am 10. Februar 1675 wurde Lancaster (Massachusetts) von Indianern überfallen. Hierbei wurden zahlreiche Häuser zerstört und angezündet, wodurch viele Siedler getötet oder verletzt wurden. Allerdings wurden auch Gefangene genommen, darunter Mary Rowlandson und drei ihrer Kinder. Getrennt von den zwei Älteren darf Mary Rowlandson nur mit ihrer jüngsten Tochter, der sechsjährigen Sarah, zusammenbleiben.
Bei der Attacke auf ihr Dorf erlitten Mary Rowlandson und ihre Tochter Wunden, weswegen beide eine körperlich schmerzhafte Zeit zu Beginn der Gefangenschaft erleben. Nach einiger Zeit erreichen sie das Dorf Wenimesset, in dem Mary Rowlandson auf einen ebenfalls britischen Gefangenen trifft. Robert Pepper hilft ihr bei der Behandlung ihrer Wunde, damit diese schneller und besser heilt. Während ihres einwöchigen Aufenthaltes in diesem indianischen Dorf geht es Mary Rowlandson körperlich immer besser, ihrer Tochter aber nicht. Ihr Zustand verschlechtert sich von Tag zu Tag, sodass ihr Tod unvermeidbar ist. Zur gleichen Zeit wird Mary Rowlandson an einen anderen Indianer namens Quannopin verkauft. Dieser aber lässt die kleine Sarah in Abwesenheit ihrer Mutter begraben, wodurch sie noch stärker unter ihrer Trauer leidet. Ein kleiner Trost ist das kurze Wiedersehen mit ihrer älteren Tochter, die ebenfalls zu der Zeit in Wenimesset gefangen gehalten wird. Auch trifft sie auf ihren gefangenen Sohn, dem es erlaubt ist, sie aus einem Nachbardorf zu besuchen.
Während dieser Trauerzeit gehen die Angriffe der Indianer immer weiter. Unter anderem greifen sie auch Medfield an. Von diesem Überfall bringen die Indianer einige Gegenstände der Kolonisten mit, unter anderem eine Bibel. Diese schenkt einer der Indianer Mary Rowlandson, worin sie wieder Hoffnung findet.
Nun geht es weiter Richtung Westen. Nach einem eher gemütlichen Marsch bemerkt Rowlandson, dass es nach ein paar Tagen zügiger vorangeht. Sie vermutet, dass die Kolonisten nicht mehr weit sein können, um sie zu retten. Nachdem die Indianer und ihre Gefangenen den Fluss Baquaug überquert haben, kommen die Siedler in Sichtweite. Allerdings ist es ihnen nicht möglich, den Fluss zu überqueren. Somit dauert die Zeit in der Gefangenschaft an und es wird weiter Richtung Nordwesten marschiert, um den Indianer King Philip zu treffen. Auf dem Weg zu ihm ist es Mary Rowlandson noch einmal vergönnt, ihren Sohn für eine kurze Zeit zu sehen, woraus sie erneut Kraft und Hoffnung schöpfen kann.
Wie geplant, kommt sie mit ihren Besitzern an den Platz, an dem King Philip verweilt. Während dieser Zeit geht Mary Rowlandson dem Stricken und Nähen nach, um für die Indianer Kleider herzustellen. Im Gegenzug bekommt sie Essen oder andere wertvolle Dinge, die sie weiter tauschen kann. Nach ihrem Aufenthalt bei King Philip muss sie ihren Besitzern folgen, die eine mehrtägige Wanderung machen. Dabei hat sie immer wieder die Hoffnung, dass sie bald an die Kolonisten verkauft wird. Doch die Indianer sind noch nicht bereit dazu. Noch immer tief in der Wildnis trifft Mary Rowlandson auf einen weiteren Gefangenen namens Thomas Read. Von diesem erfährt sie, dass ihr Ehemann wohlauf ist, was ihr neue Kraft spendet. Auch trifft sie hier noch einmal auf ihren Sohn.
Nach einiger Zeit machen sich ihre Besitzer auf den Weg in die andere Richtung, die Richtung der Zivilisation. In Wachuset soll ihr Transfer verhandelt werden. Dort angekommen trifft sie wieder auf King Philip, der ihr verspricht, dass sie innerhalb der nächsten zwei Wochen wieder in Freiheit sein soll. Es wird auch eine Nachricht nach Boston geschickt, die besagt, dass Mary Rowlandson für 20 Pfund frei gekauft werden kann. Da die Indianer aber noch immer ihre Attacken auf weiße Siedlungen fortsetzen, muss Mary Rowlandson ihren Besitzern in die Wildnis zurück folgen, da es dort sicherer ist. Aber schon bald wird ihre Befreiung weiter verhandelt und nach einigen Tagen ist es ihr erlaubt zu gehen, nachdem der Preis für sie gezahlt worden ist.
Nach etwa zwölf Wochen in der Wildnis ist es Mary Rowlandson möglich, wieder in die Zivilisation zurückzukehren. Wieder vereint mit ihrem Mann leben sie eine Weile bei einem Freund, bis auch ihre zwei Kinder aus der Gefangenschaft entlassen werden.

## Themen

### Religion und Glaube
Da es sich bei der Protagonistin um eine sehr religiöse Frau handelt, die dem Glauben der Puritaner folgte, ist es nachvollziehbar, dass die Themen von Bestrafung und Reue immer wieder aufgenommen werden. So spricht Mary Rowlandson mehrmals davon, dass es Gottes Wille war, dass sie in diese Situation geraten ist und es auch einen von Gott gegebenen Grund dafür gibt.
Das Lesen der Bibel verhalf ihr außerdem dazu, dass das Leiden während ihrer Gefangenschaft nicht so schwer war, da der Glaube ihr Trost spendet. Denn durch diesen ist sie in der Lage, diese Situation als eine Prüfung Gottes wahrzunehmen. Dies bekräftigt sie, da sie merkt, dass Gott in gewisser Weise an sie denkt.

### Bibelzitate
Mary Rowlandson gibt sehr oft Zitate aus der Bibel wieder. Dies hängt mit ihrem Glauben zusammen. Auch ist es für sie ein Weg, Reue einzusehen, da es für sie klar ist, dass Gott sie in dieser Situation haben wollte.
Da es sich hierbei auch um eine puritanische Belehrung handelt, zeigen diese Zitate, dass Gott einerseits sehr streng sein kann. Andererseits werden die Puritaner aber auch von seiner Liebe und seinem Schutz überzeugt.
Dass Mary Rowlandson sich die Bibel zur Hilfe nimmt, um ihre Erlebnisse wiederzugeben, ist aus religiöser Sicht nachvollziehbar, da die Puritaner großen Bezug zu der biblischen Geschichte Israels haben.
Auch helfen ihr die Bibelstellen Hoffnung und Kraft zu spenden, da sie darin einen Sinn für ihr Schicksal findet und Zuversicht auf ein gutes Ende hat.
Zuletzt ist es auch eine gewisse  spirituelle Lektion für sie selber, aber auch für die puritanische Leserschaft, die die Stärke Gottes hierdurch erfahren.

### Zeichen Gottes
Da Mary Rowlandson dem puritanischen Glauben folgte, hielt auch sie Ausblick nach einem Zeichen Gottes. Ein Zeichen, dass sie noch länger in der Gefangenschaft bleiben muss, war für sie, als die Indianer den Fluss überqueren konnten, die Kolonisten aber nicht.
Auch das mehrmalige Wiedersehen mit ihrem Sohn, der ebenfalls in Gefangenschaft war, war für sie ein wohlwollendes Zeichen Gottes, wie auch das Geschenk einer Bibel, die sie von einem Indianer geschenkt bekam.
Wohltaten der Indianer, wie zum Beispiel das Überqueren des Flusses auf einem Floß, sah sie ebenfalls als ein Zeichen Gottes an, da nur er es sein kann, der ihr Gutes will. Somit ging ihre Dankbarkeit in jeglicher Situation an Gott und nicht an die Indianer.

### Wildnis
Thomas Shepard, ein puritanischer Pfarrer aus dem 17. Jahrhundert, predigte, dass die Wildnis, im Gegensatz zu der puritanischen Gesellschaft, ein Chaos ist. Es sei ein Ort voller Dunkelheit, der nicht von Gott beobachtet wird.
Somit ist es verständlich, dass die Wildnis in Mary Rowlandsons Erzählung immer ein gegenwärtiger Begriff ist. Denn je weiter sie von der Zivilisation entfernt ist, desto mehr befindet sie sich im Unbekannten – der Wildnis, dem Land der Feinde.